# 登海尔德
登海尔德（荷蘭語發音：[dɛn ˈɦɛldər] ⓘ）是荷兰北荷兰省的一个市镇和城市。登海尔德占据了北荷兰半岛的最北端。它是该国主要的海军基地所在地。
皇家TESO（Royal TESO）渡船服务在登海尔德和北面临近的荷兰弗里西亚群岛中的泰瑟尔岛之间开展运输业务。

## 历史
Huisduinen是该城最初的较古老的部分，而海尔德（Helder）本身却是一座临近的较小的村。由于其位于北荷兰半岛顶端的战略位置，许多要塞被建在该地区。该地区好像起初被称为Helledore（"Hell's Door"（地狱之门）或"Hell's Gate"（地狱之大门），后作Den Helsdeur），得名于阻止敌船驶入须德海的“地狱般的”要塞群。“Helder”此名可能也来源于Helle/Helde，意为“山丘”或“丘陵地带”，或来自Helre，意为“沙岭”。
登海尔德已在航运业中发挥了重要作用。在荷兰黄金时代，船只会在登海尔德附近聚集，并以此为起点航行世界各大洋。1820年代中，北荷兰运河（Noordhollandsch Kanaal|North Holland Canal）自阿姆斯特丹开挖至登海尔德。灯塔Lange Jaap建于1877年，是欧洲最高的铸铁灯塔，位于63.45（208.2英尺）。

## 海军基地
登海尔德早在18世纪便成为了一座海军基地的所在地。一支英俄侵略军1799年8月在登海尔德登陆，在此俘获了巴达维亚海军（詳见卡斯特里克姆战役）。
法国皇帝拿破仑·波拿巴于1811年到访登海尔德，对该城镇的战略位置印象深刻，便命令建造一座堡垒（Kijkduin）以及海军造船厂（Willemsoord）。众堡垒建于1813-1827年间。1947年，该城正式成为荷兰皇家海军的主运行中心。至今，登海尔德一直是该海军的主基地。荷兰皇家海军学院（Royal Netherlands Naval Institute）也位于该城。
古老的Willemsoord海军造船厂位于城市北部，现供数座餐厅、一座电影院以及其他休闲场所使用。海军船坞及管理部门已移往更靠东的一处新址。
|  |  |

## 人口中心
登海尔德的市镇由下列市、镇、村及/或区组成：登海尔德（Den Helder），赫伊斯德伊嫩（Huisduinen），朱丽安娜多普（Julianadorp），及小村庄弗里瑟比特（Friese Buurt）和德科伊（De Kooy）
登海尔德的主要区域是旧登海尔德（Oud Den Helder），新登海尔德（Nieuw-Den Helder）以及德斯霍滕（De Schooten）。新登海尔德建于1950年代，紧接着第二次世界大战，当时急需大量住房。德斯霍滕建筑于1960年代。

## 交通
该城镇有两座火车站
- - 登海尔德站
  - 登海尔德南站

## 地方政府
登海尔德的市政委员会（municipal council）由31个席位组成：
- 工黨 - 8 席
- VVD - 6 席
- CDA - 4 席
- Progressief Den Helder - 3 席
- Stadspartij Den Helder - 2 席
- ChristenUnie - 2 席
- D66 - 2 席
- 社會黨 -1 席
- GroenLinks - 1 席
- Lijst Prins - 1 席
- KiesKees - 1 席

## 登海尔德出生的名人
- Dorus Rijkers (1847)，救生艇队长和民间英雄
- Edward W. Bok (1863)，荷兰裔美国籍编辑，普利策奖得主
- Anton Pieck (1895)，油画家和绘画艺术家
- Gré Brouwenstijn (1915)，歌剧演员
- Frans van Anraat (1942)，商人，出售原材料给萨达姆·侯赛因制造化学武器
- 傑拉德·特·胡夫特 (1946)，物理学家，1999年诺贝尔奖得主
- Ed Nijpels (1950)，前荷兰住房、空间规划与环境部部长（1986-1989年），前布雷达市长。
- Swen Nater (1950)，篮球运动员
- Paul Rosenmöller (1956)，政治家和记者，Groenlinks党前领导人
- Hans Smits (1956)，水球运动员
- 马蒂娜·奥尔 (1964)，陆上曲棍球中锋
- Rijkman Groenink (1949)，银行家，ABN-Amro的CEO
- 埃迪特·博斯 (1980)，柔道世界冠军，奥运会银牌和铜牌得主
- Menno de Jong (1984), trance DJ